# Paraphiura australis
Paraphiura australis är en tvåvingeart som beskrevs av Rudolf Beyer 1966. Paraphiura australis ingår i släktet Paraphiura och familjen puckelflugor. Inga underarter finns listade i Catalogue of Life.